# Cratere Ryder
Ryder è un cratere lunare di 15,55 km situato nella parte sud-occidentale della faccia nascosta della Luna.